# Faryab
Fāryāb è una provincia dell'Afghanistan di 858 600 abitanti, che ha come capoluogo Meymaneh. Confina con il Turkmenistan (province di Mary e di Lebap) a nord e con le province di Jowzjan e di Sar-e Pol a est, di Ghowr a sud e di Badghis a sud-ovest.

## Suddivisioni amministrative
La provincia di Faryab è divisa in quindici distretti:
- Almar
- Andkhoy
- Bilchiragh
- Dawlat Abad
- Ghormach
- Gurziwan
- Khan Char Bagh
- Khwaja Sabz Posh
- Kohistan
- Maymana
- Pashtun Kot
- Qaram Qol
- Qaysar
- Qurghan
- Shirin Tagab